# Megatylopus
Megatylopus és un gènere extint de mamífers artiodàctils de la família dels camèlids que visqueren a Nord-amèrica des del Miocè superior, fa aproximadament 7 milions d'anys, fins al Plistocè inferior. Se n'han trobat restes fòssils als Estats Units. Atenyien sis metres d'alçada i tenien el coll llarg com el de les girafes, però amb una constitució molt més corpulenta. Pesaven gairebé dues tones. El nom genèric Megatylopus significa ‘peu nuós gros’.